# Catherine Doherty
Služebnice Boží Catherine Doherty (celým jménem Jekatěrina Fjodorovna de Huek Doherty, rozená Kolyškina, 15. srpna 1896, Nižnij Novgorod – 14. prosince 1985) byla kanadská katolická náboženská spisovatelka a sociální aktivistka ruského původu, zakladatelka charitativní a misijní organizace Apoštolát Domu Madonny. Zaměřovala se převážně na zprostředkování duchovních zkušeností východního křesťanství americkým katolíkům.
V roce 2000 zahájil sv. Jan Pavel II. proces její beatifikace a udělil jí titul Služebnice Boží.

## Život
Narodila se v rodině ruské nižší šlechty. Její rodiče byli zbožní pravoslavní věřící. V patnácti letech se vdala za Borise de Huecka. V první světové válce působila na frontě jako ošetřovatelka, těsně unikla říjnové revoluci a v roce 1919 se nakonec dostala do Anglie, kde také vstoupila do katolické církve. V roce 1921 odešli manželé do Toronta, kde se také Catherine narodil její jediný syn George.
Její rodina byla materiálně dobře zajištěna, vztahy s manželem se ale horšily a Catherine krom toho cítila hlubší povolání k duchovnímu životu. Po konzultaci s biskupem založila v roce 1930 v Torontě Dům přátelství, apoštolát, zaměřený zvláště na chudé obyvatelstvo černé pleti, bojující proti sociální i rasové nespravedlnosti. Další Dům přátelství byl založen v newyorském Harlemu.
V roce 1943 bylo jejich první manželství anulováno (nikoli rozvedeno, z katolického hlediska bylo od počátku neplatné, protože Catherine a Boris byli příbuzní). Brzy poté se podruhé vdala za novináře a spisovatele Eddie Dohertyho.
V roce 1947 založila v odlehlé kanadské vesnici Combermere Dům Madonny, komunitu lidí, žijících v celibátu, dobrovolné chudobě a modlitbě, inspirovanou ruskou poustevnickou ("pustinickou") tradicí.

## Spiritualita
Catherine Doherty uvedla na západ ruskou poustevnickou tradici, založenou na chudobě, samotě, tichu, práci pro druhé a neustálém životě v přítomnosti Boží. Tomuto tématu věnovala svou nejslavnější knihu Pustina: křesťanská spiritualita Východu pro člověka západní kultury (anglicky poprvé 1975, česky vyšlo v roce 1997 v nakl. Cesta, ISBN 80-85319-69-1). Bylo vydáno také mnoho jejích anglicky psaných úvah, dopisů a básní na různá témata, zaměřených převážně na spiritualitu východního křesťanství.